# Liste des sites classés et inscrits des Yvelines
Cet article recense les sites protégés des Yvelines, en France.

## Liste

### Sites classés
| Réf. | Site                                                                  | Communes | Notes                                                          | Superficie (ha) | Date              | Coordonnées                      | Photo |
| ---- | --------------------------------------------------------------------- | --- | -------------------------------------------------------------- | --------------- | ----------------- | -------------------------------- | ----- |
| 1054 | Propriété de Paul Germain                                             | Saint-Lambert |                                                                | 4,46            | 18 novembre 1954  | 48° 43′ 50″ nord, 2° 00′ 58″ est |       |
| 2004 | Plaine de Versailles                                                  | Bailly, Chavenay, Fontenay-le-Fleury, Noisy-le-Roi, Rennemoulin, Rocquencourt, Saint-Cyr-l'École, Saint-Nom-la-Bretèche, Versailles, Villepreux                                     |                                                                | 2 647,07        | 7 juillet 2000    | 48° 49′ 43″ nord, 2° 03′ 12″ est |       |
| 2005 | Vallée de la Bièvre                                                   | Buc, Guyancourt, Jouy-en-Josas, Les Loges-en-Josas, Versailles, Bièvres, Igny, Massy, Vauhallan, Verrières-le-Buisson                                                               | Également dans l'Essonne                                       | 2 234,05        | 7 juillet 2000    | 48° 45′ 37″ nord, 2° 11′ 35″ est |       |
| 3301 | Les Berceaux                                                          | Le Pecq |                                                                | 0,18            | 13 août 1933      | 48° 53′ 34″ nord, 2° 05′ 13″ est |       |
| 3302 | Parcelles                                                             | Le Pecq |                                                                | 0,11            | 13 août 1933      | 48° 54′ 17″ nord, 2° 06′ 13″ est |       |
| 3702 | Berges de l'étang de la Tour                                          | Vieille-Église-en-Yvelines |                                                                | 50,8            | 23 novembre 1936  | 48° 39′ 18″ nord, 1° 52′ 58″ est |       |
| 5566 | Plaine du Trou-de-l'Enfer                                             | Carrières-sur-Seine |                                                                | 176,9           | 6 décembre 1938   | 48° 51′ 05″ nord, 2° 05′ 14″ est |       |
| 5593 | Jardins de la mairie                                                  | Carrières-sur-Seine |                                                                | 1,13            | 9 août 1945       | 48° 54′ 20″ nord, 2° 10′ 44″ est |       |
| 5594 | Parc du château                                                       | La Celle-Saint-Cloud |                                                                | 24,34           | 22 mars 1985      | 48° 50′ 56″ nord, 2° 08′ 25″ est |       |
| 5598 | Château et parc                                                       | La Celle-les-Bordes |                                                                | 2,74            | 12 janvier 1966   | 48° 38′ 05″ nord, 1° 57′ 12″ est |       |
| 5602 | Plaine de la Jonction                                                 | Chambourcy, Saint-Germain-en-Laye |                                                                | 92,2            | 21 décembre 1938  | 48° 53′ 46″ nord, 2° 02′ 46″ est |       |
| 5607 | Grande-Île                                                            | Chatou |                                                                | 7,73            | 3 janvier 1951    | 48° 52′ 41″ nord, 2° 09′ 48″ est |       |
| 5612 | Bois de Chevincourt et d'Aigrefoin                                    | Saint-Rémy-lès-Chevreuse, Gif-sur-Yvette | Également dans l'Essonne                                       | 84,78           | 25 mai 1949       | 48° 42′ 35″ nord, 2° 06′ 37″ est |       |
| 5644 | Chêne à gui                                                           | Évecquemont |                                                                | 0,76            | 8 janvier 1947    | 49° 01′ 07″ nord, 1° 56′ 28″ est |       |
| 5667 | Ancien presbytère                                                     | Gressey |                                                                | 1,22            | 20 janvier 1975   | 48° 49′ 53″ nord, 1° 36′ 29″ est |       |
| 5683 | Château d'Issou et son parc                                           | Issou |                                                                | 56,66           | 10 juillet 1974   | 48° 59′ 30″ nord, 1° 47′ 34″ est |       |
| 5690 | Domaine du Montcel                                                    | Jouy-en-Josas |                                                                | 14,55           | 10 avril 1967     | 48° 45′ 58″ nord, 2° 10′ 24″ est |       |
| 5699 | Les Célestins                                                         | Limay |                                                                | 23,77           | 4 juillet 1972    | 49° 00′ 00″ nord, 1° 44′ 05″ est |       |
| 5744 | La Porte-aux-Prêtres                                                  | Mantes-la-Jolie |                                                                | 0,05            | 31 décembre 1942  | 48° 59′ 24″ nord, 1° 43′ 18″ est |       |
| 5757 | Petit Parc                                                            | Marly-le-Roi |                                                                | 106,57          | 15 octobre 1932   | 48° 51′ 33″ nord, 2° 05′ 57″ est |       |
| 5766 | Allée de tilleuls                                                     | Les Mesnuls |                                                                | 0,58            | 24 novembre 1938  | 48° 45′ 24″ nord, 1° 50′ 07″ est |       |
| 5784 | Orme                                                                  | Neauphle-le-Vieux |                                                                | 0,07            | 4 novembre 1931   | 48° 48′ 55″ nord, 1° 51′ 51″ est |       |
| 5795 | Jardins du pavillon Sully                                             | Le Pecq |                                                                | 2,08            | 7 août 1961       | 48° 53′ 50″ nord, 2° 06′ 14″ est |       |
| 5796 | Partie de l'île Corbière                                              | Le Pecq |                                                                | 0,3             | 27 octobre 1938   | 48° 47′ 53″ nord, 2° 06′ 25″ est |       |
| 5799 | Domaine du château de Plaisir                                         | Plaisir |                                                                | 50,54           | 26 décembre 1946  | 48° 48′ 50″ nord, 1° 57′ 10″ est |       |
| 5821 | Domaine d'Esclimont                                                   | Auneau-Bleury-Saint-Symphorien, Prunay-en-Yvelines | Également dans l'Eure                                          | 108,03          | 23 décembre 1965  | 48° 31′ 11″ nord, 1° 45′ 59″ est |       |
| 5822 | Château de La Queue-les-Yvelines                                      | La Queue-les-Yvelines |                                                                | 12,87           | 31 juillet 1953   | 48° 48′ 15″ nord, 1° 45′ 45″ est |       |
| 5823 | Parc du château de la Couharde                                        | Grosrouvre, La Queue-les-Yvelines |                                                                | 72,23           | 21 novembre 1933  | 48° 47′ 44″ nord, 1° 44′ 24″ est |       |
| 5824 | Partie du parc de Rambouillet                                         | Rambouillet |                                                                | 142,11          | 4 mai 1942        | 48° 38′ 30″ nord, 1° 48′ 49″ est |       |
| 5835 | Église et ses abords                                                  | Rolleboise |                                                                | 0,27            | 17 novembre 1939  | 49° 01′ 08″ nord, 1° 36′ 35″ est |       |
| 5853 | Le Prieuré                                                            | Saint-Germain-en-Laye |                                                                | 1,36            | 24 novembre 1975  | 48° 53′ 21″ nord, 2° 05′ 12″ est |       |
| 5857 | Château Neuf : parterre et terrasse                                   | Saint-Germain-en-Laye |                                                                | 31,53           | 5 juin 1934       | 48° 54′ 04″ nord, 2° 06′ 03″ est |       |
| 5873 | Château et parc du Val                                                | Saint-Germain-en-Laye |                                                                | 3,18            | 25 mai 1944       | 48° 55′ 04″ nord, 2° 06′ 23″ est |       |
| 5901 | Château de Thoiry et son parc                                         | Marcq, Thoiry, Villiers-le-Mahieu |                                                                | 178,44          | 28 janvier 1964   | 48° 51′ 39″ nord, 1° 47′ 46″ est |       |
| 5910 | Pavillon d'Artois                                                     | Vaux-sur-Seine |                                                                | 5,91            | 20 septembre 1973 | 49° 00′ 29″ nord, 1° 57′ 28″ est |       |
| 5973 | Domaine La Solitude                                                   | Versailles |                                                                | 3,49            | 9 mars 1967       | 48° 47′ 54″ nord, 2° 08′ 25″ est |       |
| 6013 | Ensemble formé par les lacs, les rivières et les pelouses les bordant | Le Vésinet |                                                                | 43,08           | 10 janvier 1984   | 48° 53′ 55″ nord, 2° 07′ 44″ est |       |
| 6016 | Plan d'eau de l'étang de la Tour                                      | Vieille-Église-en-Yvelines |                                                                | 16,46           | 18 février 1937   | 48° 39′ 18″ nord, 1° 52′ 58″ est |       |
| 6803 | Château et parc                                                       | Millemont |                                                                | 45,54           | 20 février 1976   | 48° 48′ 15″ nord, 1° 44′ 19″ est |       |
| 6813 | Vallée de la Mérantaise                                               | Châteaufort, Magny-les-Hameaux, Saint-Rémy-lès-Chevreuse, Voisins-le-Bretonneux, Gif-sur-Yvette, Saint-Aubin, Villiers-le-Bâcle                                                     | Également dans l'Essonne                                       | 698,06          | 3 septembre 1976  | 48° 43′ 43″ nord, 2° 05′ 34″ est |       |
| 6886 | Cinq étangs et leurs abords                                           | Les Bréviaires, Le Perray-en-Yvelines, Saint-Léger-en-Yvelines | Étangs de Hollande, Bourgneuf, Corbet, Pourras et Saint-Hubert | 707,88          | 16 janvier 1978   | 48° 43′ 07″ nord, 1° 49′ 40″ est |       |
| 6888 | Vallée du ru de Buzot                                                 | Chambourcy |                                                                | 172,73          | 14 juin 1978      | 48° 53′ 32″ nord, 2° 01′ 31″ est |       |
| 6946 | Vallée de Chevreuse                                                   | Auffargis, Cernay-la-Ville, Chevreuse, Choisel, Dampierre-en-Yvelines, Les Essarts-le-Roi, Lévis-Saint-Nom, Le Mesnil-Saint-Denis, Saint-Forget, Saint-Rémy-lès-Chevreuse, Senlisse |                                                                | 3 871,89        | 7 juillet 1980    | 48° 42′ 21″ nord, 1° 59′ 36″ est |       |
| 6947 | Clairière                                                             | Gambaiseuil |                                                                | 89,99           | 18 juin 1980      | 48° 45′ 29″ nord, 1° 43′ 53″ est |       |
| 7007 | Parc du château de Sauvage                                            | Émancé, Orphin |                                                                | 58,31           | 15 janvier 1982   | 48° 34′ 58″ nord, 1° 44′ 30″ est |       |
| 7011 | Vallée du Rhodon                                                      | Chevreuse, Magny-les-Hameaux, Milon-la-Chapelle, Saint-Lambert, Saint-Rémy-lès-Chevreuse                                                                                            |                                                                | 1 257,86        | 7 juillet 1982    | 48° 43′ 41″ nord, 2° 02′ 09″ est |       |
| 7016 | Église et cimetière                                                   | Magny-les-Hameaux |                                                                | 0,19            | 30 décembre 1935  | 48° 44′ 39″ nord, 2° 03′ 41″ est |       |
| 7036 | Golf de Fourqueux                                                     | Saint-Germain-en-Laye |                                                                | 63,72           | 5 juillet 1984    | 48° 53′ 05″ nord, 2° 03′ 17″ est |       |
| 7037 | Domaine de Voisins                                                    | Gazeran, Saint-Hilarion |                                                                | 108,77          | 13 décembre 1983  | 48° 37′ 38″ nord, 1° 45′ 22″ est |       |
| 7039 | Propriété Les Délices                                                 | Marly-le-Roi |                                                                | 6,8             | 7 juin 1984       | 48° 51′ 55″ nord, 2° 05′ 24″ est |       |
| 7041 | Bois avoisinant le ru de Buzot                                        | Aigremont, Chambourcy |                                                                | 307             | 4 juillet 1983    | 48° 53′ 57″ nord, 2° 00′ 46″ est |       |
| 7098 | Site Giverny-Claude-Monet                                             | Giverny, Sainte-Geneviève-lès-Gasny, Vernon, Bennecourt, Blaru, Gommecourt, Jeufosse, Limetz-Villez, Notre-Dame-de-la-Mer                                                           |                                                                | 1 460,46        | 9 septembre 1985  | 49° 04′ 20″ nord, 1° 32′ 01″ est |       |
| 7190 | La Grenouillère                                                       | Croissy-sur-Seine |                                                                | 10,93           | 19 novembre 1986  | 48° 52′ 25″ nord, 2° 09′ 07″ est |       |
| 7191 | Vallée de la Guesle, abbaye des Moulineaux                            | Hermeray, Poigny-la-Forêt, Raizeux |                                                                | 684,23          | 4 décembre 1986   | 48° 40′ 00″ nord, 1° 43′ 25″ est |       |
| 7237 | Falaises de la Roche-Guyon et forêt de Moisson                        | Bennecourt, Freneuse, Gommecourt, Moisson, Mousseaux-sur-Seine, Saint-Martin-la-Garenne, Chérence, Haute-Isle, La Roche-Guyon, Vétheuil                                             | Également dans le Val-d'Oise                                   | 1 655,06        | 16 juillet 1990   | 49° 05′ 19″ nord, 1° 39′ 05″ est |       |
| 7263 | Voies et réserves du parc de Maisons-Laffitte                         | Maisons-Laffitte |                                                                | 122,94          | 6 octobre 1989    | 48° 56′ 57″ nord, 2° 08′ 38″ est |       |
| 7381 | Vallée de l'Aulne                                                     | Bullion, La Celle-les-Bordes, Cernay-la-Ville, Rochefort-en-Yvelines |                                                                | 2 812,56        | 26 avril 1995     | 48° 36′ 59″ nord, 1° 59′ 12″ est |       |
| 7382 | Sites hippiques de Maisons-Laffitte                                   | Maisons-Laffitte |                                                                | 109,08          | 21 décembre 1994  | 48° 57′ 10″ nord, 2° 10′ 15″ est |       |
| 7423 | Château et parc                                                       | Conflans-Sainte-Honorine |                                                                | 8,29            | 1er mars 1944     | 48° 59′ 21″ nord, 2° 05′ 43″ est |       |
| 7424 | Île Gévelot                                                           | Conflans-Sainte-Honorine | Partie de l'Île appartenant à la commune                       | 7,04            | 25 août 1931      | 48° 58′ 35″ nord, 2° 05′ 33″ est |       |
| 7426 | Domaine de Montreuil                                                  | Versailles |                                                                | 8,89            | 8 juillet 1953    | 48° 47′ 57″ nord, 2° 08′ 40″ est |       |
| 7464 | Château de Saint-Rémy-des-Landes et sources de la Rabette (ceb)       | Clairefontaine-en-Yvelines |                                                                | 98,25           | 5 mai 1988        | 48° 36′ 59″ nord, 1° 52′ 50″ est |       |
| 7503 | Jardins du Bois-du-Fay                                                | Le Mesnil-Saint-Denis |                                                                | 2,36            | 23 avril 1997     | 48° 44′ 18″ nord, 1° 56′ 11″ est |       |
| 9806 | Colline de la Jonchère                                                | Bougival, La Celle-Saint-Cloud |                                                                | 56,56           | 9 juillet 2001    | 48° 51′ 54″ nord, 2° 08′ 43″ est |       |
| 9811 | Ancien prieuré Saint-Louis et parc Meissonier                         | Poissy |                                                                | 21,2            | 14 avril 2005     | 48° 55′ 31″ nord, 2° 02′ 30″ est |       |

### Sites inscrits
| Réf.  | Site                                                                                               | Communes | Notes                                                                       | Superficie (ha) | Date              | Coordonnées                      | Photo |
| ----- | -------------------------------------------------------------------------------------------------- | --- | --------------------------------------------------------------------------- | --------------- | ----------------- | -------------------------------- | ----- |
| 1201  | Propriété                                                                                          | Louveciennes |                                                                             | 21,82           | 22 mars 1946      | 48° 51′ 41″ nord, 2° 07′ 00″ est |       |
| 1202  | Route royale de Versailles                                                                         | Le Chesnay-Rocquencourt, Louveciennes |                                                                             | 6,1             | 30 janvier 1940   | 48° 49′ 15″ nord, 2° 07′ 01″ est |       |
| 1203  | Route royale de Versailles à Marly                                                                 | Marly-le-Roi |                                                                             | 0,28            | 20 janvier 1937   | 48° 51′ 34″ nord, 2° 06′ 24″ est |       |
| 1204  | Route royale de Versailles                                                                         | La Celle-Saint-Cloud, Le Chesnay-Rocquencourt, Louveciennes, Rocquencourt |                                                                             | 53,74           | 30 janvier 1940   | 48° 49′ 32″ nord, 2° 06′ 51″ est |       |
| 1205  | Route royale de Versailles à Marly                                                                 | Marly-le-Roi |                                                                             | 3,72            | 29 octobre 1953   | 48° 51′ 50″ nord, 2° 06′ 16″ est |       |
| 2153  | Parc du château de la Celle-Saint-Cloud et le potager                                              | La Celle-Saint-Cloud |                                                                             | 24,74           | 21 mai 1953       | 48° 51′ 08″ nord, 2° 08′ 27″ est |       |
| 3801  | Groupe d'immeubles entre le château et le pavillon Henri IV, et entre le parterre et la rue Thiers | Saint-Germain-en-Laye |                                                                             | 1 783,05        | 8 aout 1938       | 48° 53′ 54″ nord, 2° 05′ 58″ est |       |
| 4203  | Île et berges de la Seine                                                                          | Maisons-Laffitte |                                                                             | 14,92           | 27 avril 1942     | 48° 49′ 48″ nord, 2° 08′ 02″ est |       |
| 4204  | Place de l'Étape et du château                                                                     | Mantes-la-Jolie |                                                                             | 0,63            | 15 décembre 1942  | 48° 59′ 25″ nord, 1° 43′ 12″ est |       |
| 4205  | Berge de la Seine                                                                                  | Poissy | Berge en amont de l'ancien pont de Poissy                                   | 0,81            | 24 mai 1942       | 48° 56′ 02″ nord, 2° 02′ 18″ est |       |
| 4601  | Château de Plaisir                                                                                 | Plaisir |                                                                             | 0,69            | 26 décembre 1946  | 48° 48′ 53″ nord, 1° 57′ 12″ est |       |
| 5561  | Vallée de Chevreuse                                                                                | Auffargis, Cernay-la-Ville, Châteaufort, Chevreuse, Choisel, Coignières, Dampierre-en-Yvelines, Les Essarts-le-Roi, Lévis-Saint-Nom, Magny-les-Hameaux, Le Mesnil-Saint-Denis, Milon-la-Chapelle, Montigny-le-Bretonneux, Saint-Forget, Saint-Lambert, Saint-Rémy-lès-Chevreuse, Senlisse, Trappes, Voisins-le-Bretonneux, Boullay-les-Troux, Bures-sur-Yvette, Gif-sur-Yvette, Gometz-le-Châtel, Gometz-la-Ville, Les Molières, Orsay, Saint-Aubin, Villiers-le-Bâcle | Également dans l'Essonne                                                    | 10 390,81       | 8 novembre 1973   | 48° 41′ 48″ nord, 2° 01′ 58″ est |       |
| 5562  | Boucles de la Seine                                                                                | Bennecourt, Follainville-Dennemont, Fontenay-Saint-Père, Freneuse, Gommecourt, Guernes, Limay, Mantes-la-Jolie, Méricourt, Moisson, Mousseaux-sur-Seine, Rolleboise, Rosny-sur-Seine, Saint-Martin-la-Garenne, Haute-Isle, La Roche-Guyon, Saint-Cyr-en-Arthies, Vétheuil, Vienne-en-Arthies |                                                                             | 4 587,08        | 18 janvier 1971   | 49° 03′ 40″ nord, 1° 41′ 09″ est |       |
| 5570  | Rocher Marquant                                                                                    | Bazoches-sur-Guyonne |                                                                             | 6,06            | 20 novembre 1963  | 48° 46′ 16″ nord, 1° 51′ 22″ est |       |
| 5573  | Vallée de la Bièvre                                                                                | Buc, Guyancourt, Jouy-en-Josas, Les Loges-en-Josas, Bièvres, Igny, Saclay, Verrières-le-Buisson | Également dans l'Essonne                                                    | 1 335,1         | 4 mai 1972        | 48° 45′ 37″ nord, 2° 11′ 35″ est |       |
| 5578  | Forêt de Rosny                                                                                     | Boissy-Mauvoisin, Bonnières-sur-Seine, Bréval, Jouy-Mauvoisin, Lommoye, Perdreauville, Rolleboise, Rosny-sur-Seine, Saint-Illiers-la-Ville, La Villeneuve-en-Chevrie |                                                                             | 3 322,71        | 2 octobre 1970    | 48° 59′ 00″ nord, 1° 35′ 28″ est |       |
| 5582  | Côteau de la Jonchère                                                                              | Bougival |                                                                             | 21,64           | 22 mars 1946      | 48° 51′ 54″ nord, 2° 09′ 05″ est |       |
| 5583  | Berges de la Seine                                                                                 | Bougival, Louveciennes, Le Port-Marly |                                                                             | 128,7           | 22 mars 1946      | 48° 52′ 14″ nord, 2° 07′ 28″ est |       |
| 5584  | Îles de la Loge et de Croissy                                                                      | Bougival, Croissy-sur-Seine, Louveciennes, Le Port-Marly |                                                                             | 53              | 22 mars 1946      | 48° 51′ 46″ nord, 2° 07′ 12″ est |       |
| 5591  | Rives et îles de la Seine                                                                          | Carrières-sous-Poissy, Poissy | Comprend l'îlot Blanc et la pointe orientale de l'île de Migneaux           | 37,34           | 12 juillet 1945   | 48° 55′ 51″ nord, 2° 01′ 55″ est |       |
| 5595  | Domaine de Beauregard                                                                              | La Celle-Saint-Cloud |                                                                             | 194,34          | 20 décembre 1937  | 48° 50′ 15″ nord, 2° 07′ 27″ est |       |
| 5601  | Désert de Retz                                                                                     | Chambourcy |                                                                             | 46,4            | 2 août 1939       | 48° 53′ 23″ nord, 2° 00′ 55″ est |       |
| 5604  | Nymphée et ses abords                                                                              | Chatou |                                                                             | 2,53            | 21 décembre 1939  | 48° 53′ 33″ nord, 2° 09′ 40″ est |       |
| 5605  | Avenue des Tilleuls                                                                                | Chatou |                                                                             | 1               | 3 novembre 1943   | 48° 52′ 59″ nord, 2° 09′ 24″ est |       |
| 5606  | Quai de l'Amiral-Mouchez                                                                           | Chatou |                                                                             | 0,62            | 3 novembre 1943   | 48° 53′ 23″ nord, 2° 09′ 39″ est |       |
| 5608  | Île du Chiard                                                                                      | Chatou |                                                                             | 17,06           | 3 novembre 1943   | 48° 53′ 03″ nord, 2° 09′ 40″ est |       |
| 5610  | Domaine du Chenil                                                                                  | Marly-le-Roi |                                                                             | 9,02            | 30 juillet 1946   | 48° 52′ 07″ nord, 2° 05′ 56″ est |       |
| 5611  | Bois de Fausses-Reposes                                                                            | Le Chesnay-Rocquencourt, Versailles, Viroflay, Chaville, Marnes-la-Coquette, Sèvres, Vaucresson, Ville-d'Avray | Également dans les Hauts-de-Seine                                           | 826,78          | 28 janvier 1971   | 48° 47′ 41″ nord, 2° 09′ 54″ est |       |
| 5621  | Vue panoramique du parc municipal et château                                                       | Conflans-Sainte-Honorine |                                                                             | 6,56            | 28 octobre 1942   | 48° 59′ 32″ nord, 2° 05′ 45″ est |       |
| 5622  | Partie de l'île Gévelot                                                                            | Conflans-Sainte-Honorine | Partie de l'Île n'appartenant pas à la commune                              | 14,45           | 31 août 1931      | 48° 59′ 21″ nord, 2° 05′ 45″ est |       |
| 5626  | Rives de la Seine                                                                                  | Croissy-sur-Seine |                                                                             | 32,98           | 22 mars 1946      | 48° 52′ 18″ nord, 2° 08′ 37″ est |       |
| 5641  | Château de L'Étang-la-Ville                                                                        | L'Étang-la-Ville |                                                                             | 1               | 18 mai 1967       | 48° 52′ 16″ nord, 2° 04′ 22″ est |       |
| 5652  | Place de l'église à Fourqueux                                                                      | Saint-Germain-en-Laye |                                                                             | 0,1             | 11 septembre 1957 | 48° 53′ 09″ nord, 2° 03′ 45″ est |       |
| 5655  | Domaine de la Neuville                                                                             | Gambais |                                                                             | 146,71          | 20 août 1953      | 48° 45′ 52″ nord, 1° 40′ 13″ est |       |
| 5660  | Perspective du tapis vert de Rambouillet                                                           | Gazeran |                                                                             | 63,42           | 27 avril 1942     | 48° 38′ 05″ nord, 1° 48′ 21″ est |       |
| 5665  | Église                                                                                             | Gressey |                                                                             | 2,15            | 20 janvier 1975   | 48° 49′ 51″ nord, 1° 36′ 31″ est |       |
| 5668  | Église, cimetière et manoir à Grosrouvre                                                           | Grosrouvre |                                                                             | 20,57           | 25 octobre 1973   | 48° 46′ 57″ nord, 1° 45′ 42″ est |       |
| 5672  | Vallée de la haute Vaucouleurs                                                                     | Boinvilliers, Courgent, Dammartin-en-Serve, Montchauvet, Rosay, Septeuil, Villette |                                                                             | 1 291,4         | 8 février 1972    | 48° 54′ 00″ nord, 1° 40′ 15″ est |       |
| 5676  | Tour de l'Abreuvoir et ses abords boisés                                                           | Houdan |                                                                             | 0,03            | 9 novembre 1944   | 48° 47′ 13″ nord, 1° 36′ 06″ est |       |
| 5677  | Tour Guinant à Houdan                                                                              | Houdan |                                                                             | 0,05            | 25 septembre 1944 | 48° 47′ 34″ nord, 1° 36′ 06″ est |       |
| 5678  | Tour Jardet et ses abords                                                                          | Houdan |                                                                             | 0,03            | 9 novembre 1944   | 48° 47′ 16″ nord, 1° 36′ 02″ est |       |
| 5682  | Place du Jeu-de-Paume                                                                              | Houdan |                                                                             | 1,72            | 9 novembre 1944   | 48° 47′ 22″ nord, 1° 35′ 54″ est |       |
| 5698  | Ermitage de Saint-Sauveur : maison et plate-forme jusqu'à la source                                | Limay |                                                                             | 0,09            | 20 février 1932   | 49° 00′ 28″ nord, 1° 42′ 59″ est |       |
| 5704  | Château du Plessis-Mornay et son parc                                                              | Longvilliers |                                                                             | 8,99            | 13 avril 1965     | 48° 33′ 49″ nord, 1° 59′ 19″ est |       |
| 5724  | Cédre                                                                                              | Maisons-Laffitte |                                                                             | 0               | 16 septembre 1942 | 48° 56′ 51″ nord, 2° 09′ 09″ est |       |
| 5730  | Île de la Borde                                                                                    | Le Mesnil-le-Roi |                                                                             | 25,61           | 25 février 1946   | 48° 49′ 48″ nord, 2° 08′ 02″ est |       |
| 5732  | Cathédrale et abords                                                                               | Mantes-la-Jolie |                                                                             | 2,54            | 15 décembre 1942  | 48° 59′ 14″ nord, 1° 43′ 12″ est |       |
| 5733  | Place du Marché                                                                                    | Mantes-la-Jolie |                                                                             | 1,93            | 20 juillet 1974   | 48° 59′ 29″ nord, 1° 43′ 01″ est |       |
| 5743  | Promenade des Cordeliers                                                                           | Mantes-la-Jolie |                                                                             | 4,32            | 28 août 1942      | 48° 59′ 19″ nord, 1° 43′ 22″ est |       |
| 5748  | Île aux Dames                                                                                      | Mantes-la-Jolie |                                                                             | 8,34            | 28 août 1942      | 48° 59′ 05″ nord, 1° 43′ 38″ est |       |
| 5756  | Quartiers anciens                                                                                  | Marly-le-Roi |                                                                             | 32,13           | 10 juillet 1970   | 48° 52′ 02″ nord, 2° 05′ 38″ est |       |
| 5769  | Rives et îles de la Seine                                                                          | Meulan-en-Yvelines | Comprend les îles Crespin, Notre-Dame, Belle et une partie de l'île du Fort | 69,19           | 8 mai 1944        | 49° 00′ 08″ nord, 1° 54′ 27″ est |       |
| 5801  | Quartiers anciens                                                                                  | Poissy |                                                                             | 28,7            | 30 juillet 1976   | 48° 55′ 47″ nord, 2° 02′ 18″ est |       |
| 5809  | Terrasse communale                                                                                 | Le Port-Marly |                                                                             | 0,53            | 22 mars 1946      | 48° 52′ 57″ nord, 2° 06′ 50″ est |       |
| 5810  | Propriété des Lions                                                                                | Le Port-Marly |                                                                             | 0,6             | 22 mars 1946      | 48° 52′ 44″ nord, 2° 06′ 39″ est |       |
| 5811  | Propriété Mainaut et Chairy                                                                        | Le Port-Marly |                                                                             | 11,2            | 22 mars 1946      | 48° 52′ 09″ nord, 2° 05′ 57″ est |       |
| 5812  | Propriété Monte-Cristo                                                                             | Le Port-Marly |                                                                             | 11,18           | 22 mars 1946      | 48° 52′ 57″ nord, 2° 06′ 13″ est |       |
| 5828  | Vallée de la Rémarde                                                                               | Longvilliers, Rochefort-en-Yvelines, Saint-Arnoult-en-Yvelines, Sonchamp, Breuillet, Dourdan, Saint-Chéron, Saint-Cyr-sous-Dourdan, Le Val-Saint-Germain | Également dans l'Essonne                                                    | 5 481,88        | 16 février 1972   | 48° 34′ 39″ nord, 2° 01′ 18″ est |       |
| 5834  | Parc du château de Rocquencourt                                                                    | Rocquencourt |                                                                             | 24,08           | 4 mars 1959       | 48° 50′ 13″ nord, 2° 06′ 55″ est |       |
| 5837  | Avenue du château de Rosny                                                                         | Mantes-la-Jolie, Rosny-sur-Seine |                                                                             | 16,78           | 27 janvier 1943   | 48° 59′ 53″ nord, 1° 39′ 42″ est |       |
| 5858  | Château neuf                                                                                       | Le Pecq, Saint-Germain-en-Laye |                                                                             | 12,35           | 27 avril 1942     | 48° 53′ 41″ nord, 2° 06′ 04″ est |       |
| 5859  | Terrasse de Saint-Germain-en-Laye - panorama                                                       | Saint-Germain-en-Laye |                                                                             | 186,14          | 18 août 1933      | 48° 54′ 26″ nord, 2° 06′ 37″ est |       |
| 5863  | Pavillon d'Angoulême                                                                               | Saint-Germain-en-Laye |                                                                             | 7,7             | 8 juillet 1941    | 48° 53′ 27″ nord, 2° 05′ 55″ est |       |
| 5868  | Domaine de Valmoré                                                                                 | Saint-Germain-en-Laye |                                                                             | 0,71            | 28 juin 1971      | 48° 54′ 19″ nord, 2° 05′ 01″ est |       |
| 5872  | La Maison Verte                                                                                    | Saint-Germain-en-Laye |                                                                             | 12,97           | 16 septembre 1943 | 48° 53′ 42″ nord, 2° 04′ 43″ est |       |
| 5883  | Château et parc                                                                                    | Saint-Illiers-le-Bois |                                                                             | 4,46            | 16 février 1962   | 48° 57′ 31″ nord, 1° 30′ 14″ est |       |
| 5895  | Boucle de Guernes                                                                                  | Follainville-Dennemont, Guernes, Saint-Martin-la-Garenne |                                                                             | 1 925,33        | 24 novembre 1972  | 49° 01′ 24″ nord, 1° 39′ 41″ est |       |
| 5903  | Château et parc                                                                                    | Tilly |                                                                             | 10,93           | 16 juillet 1969   | 48° 52′ 57″ nord, 1° 34′ 30″ est |       |
| 5906  | Rives et îles                                                                                      | Triel-sur-Seine | Îles de la Motte-des-Braies, d'Hernière et de Platais                       | 54,8            | 2 mars 1945       | 48° 57′ 23″ nord, 2° 00′ 22″ est |       |
| 5911  | Rive droite de la Seine et île de Vaux                                                             | Vaux-sur-Seine |                                                                             | 22,47           | 28 juillet 1944   | 48° 58′ 41″ nord, 1° 57′ 42″ est |       |
| 5912  | Étang de l'Ursine                                                                                  | Vélizy-Villacoublay |                                                                             | 2,96            | 31 octobre 1945   | 48° 47′ 51″ nord, 2° 11′ 54″ est |       |
| 5970  | Abords du domaine de Montreuil                                                                     | Versailles |                                                                             | 3,62            | 10 janvier 1967   | 48° 48′ 00″ nord, 2° 08′ 35″ est |       |
| 6010  | Abords de la route nationale 10                                                                    | Saint-Cyr-l'École, Versailles |                                                                             | 69,46           | 21 octobre 1947   | 48° 48′ 12″ nord, 2° 06′ 05″ est |       |
| 6012  | Secteur résidentiel                                                                                | Le Vésinet |                                                                             | 350,11          | 10 juillet 1970   | 48° 53′ 53″ nord, 2° 08′ 09″ est |       |
| 6018  | Château et parc d'Acqueville                                                                       | Villennes-sur-Seine |                                                                             | 20,96           | 9 août 1945       | 48° 55′ 45″ nord, 2° 00′ 29″ est |       |
| 6023  | Bois de Meudon et Viroflay                                                                         | Vélizy-Villacoublay, Viroflay, Chaville, Meudon | Également dans les Hauts-de-Seine                                           | 1 412,08        | 20 décembre 1967  | 48° 46′ 29″ nord, 2° 12′ 27″ est |       |
| 6503  | Vexin français                                                                                     | Brueil-en-Vexin, Drocourt, Fontenay-Saint-Père, Gaillon-sur-Montcient, Gargenville, Guitrancourt, Jambville, Lainville-en-Vexin, Montalet-le-Bois, Oinville-sur-Montcient, Sailly, Tessancourt-sur-Aubette, Ableiges, Aincourt, Ambleville, Amenucourt, Arronville, Arthies, Avernes, Banthelu, Le Bellay-en-Vexin, Berville, Boissy-l'Aillerie, Bray-et-Lû, Bréançon, Brignancourt, Buhy, La Chapelle-en-Vexin, Charmont, Chars, Chaussy, Chérence, Cléry-en-Vexin, Commeny, Condécourt, Cormeilles-en-Vexin, Courcelles-sur-Viosne, Courdimanche, Épiais-Rhus, Frémainville, Frémécourt, Genainville, Gouzangrez, Grisy-les-Plâtres, Guiry-en-Vexin, Haravilliers, Haute-Isle, Le Heaulme, Hodent, Labbeville, Longuesse, Magny-en-Vexin, Marines, Maudétour-en-Vexin, Menouville, Montgeroult, Montreuil-sur-Epte, Moussy, Neuilly-en-Vexin, Nucourt, Omerville, Osny, Le Perchay, La Roche-Guyon, Sagy, Saint-Clair-sur-Epte, Saint-Cyr-en-Arthies, Saint-Gervais, Santeuil, Seraincourt, Théméricourt, Theuville, Us, Vallangoujard, Vienne-en-Arthies, Vigny, Villers-en-Arthies, Wy-dit-Joli-Village |                                                                             | 42 740,94       | 19 juin 1972      | 49° 04′ 59″ nord, 1° 53′ 47″ est |       |
| 6843  | Vallée de la Guyonne                                                                               | Bazoches-sur-Guyonne, Les Bréviaires, Les Mesnuls, Saint-Rémy-l'Honoré |                                                                             | 1 076,84        | 15 mars 1977      | 48° 45′ 28″ nord, 1° 50′ 03″ est |       |
| 6915  | Village de Gambaiseuil                                                                             | Gambaiseuil |                                                                             | 12,37           | 30 mai 1979       | 48° 42′ 23″ nord, 1° 43′ 54″ est |       |
| 6925  | Golf de Port-Marly                                                                                 | Le Port-Marly |                                                                             | 28,17           | 22 mars 1946      | 48° 53′ 11″ nord, 2° 06′ 27″ est |       |
| 6982  | Hameau de La Tuilerie et de Montaigu                                                               | Aigremont, Chambourcy |                                                                             | 103,9           | 22 janvier 1982   | 48° 53′ 56″ nord, 2° 02′ 38″ est |       |
| 7001  | Hameau du Bouc Étourdi                                                                             | Longvilliers |                                                                             | 108,34          | 16 mars 1981      | 48° 33′ 24″ nord, 2° 00′ 12″ est |       |
| 7002  | Centre ancien de Monfort-l'Amaury                                                                  | Montfort-l'Amaury |                                                                             | 108,48          | 13 avril 1981     | 48° 46′ 36″ nord, 1° 48′ 24″ est |       |
| 7003  | Vallée de l'Aulne                                                                                  | Bonnelles, Bullion, La Celle-les-Bordes, Cernay-la-Ville, Longvilliers, Rochefort-en-Yvelines |                                                                             | 1 629,85        | 17 mars 1981      | 48° 37′ 25″ nord, 1° 59′ 46″ est |       |
| 7005  | Quartiers anciens                                                                                  | Versailles |                                                                             | 184,67          | 13 février 1984   | 48° 48′ 05″ nord, 2° 08′ 00″ est |       |
| 7211  | Vallée de la Rabette (ceb)                                                                         | Bullion, La Celle-les-Bordes, Clairefontaine-en-Yvelines, Saint-Arnoult-en-Yvelines |                                                                             | 2 346,43        | 5 septembre 1989  | 48° 36′ 16″ nord, 1° 55′ 14″ est |       |
| 7467  | Grande-Île                                                                                         | Chatou |                                                                             | 11,81           | 5 novembre 1943   | 48° 52′ 41″ nord, 2° 09′ 48″ est |       |
| 10003 | Parcelles du Grand-Parc                                                                            | Maisons-Laffitte |                                                                             | 176,86          | 26 février 2001   | 48° 56′ 57″ nord, 2° 08′ 38″ est |       |